# Каприкорн
Район имени Тропика Козерога (англ. Capricorn District Municipality) — район провинции Лимпопо (ЮАР). Административный центр — Полокване. Район назван в честь проходящего через него Тропика Козерога. Большинство населения района говорят на языке северный сото.

## Административное деление
В состав района имени Тропика Козерога входят пять местных муниципалитетов:
- Полокване (местный муниципалитет)
- Лепеле-Нкумпи (местный муниципалитет)
- Блоуберг (местный муниципалитет)
- Агананг (местный муниципалитет)
- Молемоле (местный муниципалитет)